# Franz Flamin von Plankenheim
Franz Flamin von Plankenheim (18. května 1677 – 7. května 1733) byl český šlechtic, majitel Horního a Dolního Chodova, regionální donátor a mecenáš.

## Život
Plankenheimové (též Plankové z Plankenheimu) patřili mezi drobnou šlechtu, která se v českých zemích etablovala po bitvě na Bílé hoře. Johann Bartholoměj Planckhen byl do šlechtického stavu povýšen v roce 1638 a získal právo užívat predikát "z Plankenheimu". Český inkolát rod získal v roce 1653. Od roku 1644 je hlavním sídlem rodu panství Chodov.
Franz Flamin von Plankenheim byl prvorozeným synem Jana Viléma z Plankenheimu, který jej se svou ženou měl až v pozdním věku. Po smrti svého otce v roce 1710 převzal správu panství a nechal vybudovat v letech 1710 - 1720 na výšině jižně od centra vesnické zástavby barokní zámek. Jednalo se o jednopatrový objekt na obdélníkovém půdorysu s dvěma vybíhajícími křídly na jižní straně. Zámek byl obrácen hlavním průčelím k severu s lodžií mezi západním a východním křídlem a s kaplí v přízemí západního křídla. V roce 1718 obdržel od papeže Klementa XI. relikvie - třísky z kříže, na kterém zemřel Kristus a úlomky kostí svatého Vavřince, svatého Šebestiána a svaté Barbory. To byla jedna z příčin, proč od roku 1725 financoval stavbu nového farního kostela svatého Vavřince, který měl být vystavěn jako poutní chrám. Tato stavba jeho rodinu finančně vyčerpala a zadlužila. Franz Flamin von Plankenheim zemřel 7. května 1733, několik týdnů před dokončením stavby nového kostela. Jeho smrtí rod Plankenheimů vymřel po meči.